# داريو رودريغيز بارا
داريو رودريغيز بارا (بالإسبانية: Dario Rodríguez)‏ (15 مايو 1995 في كولومبيا - ) هو لاعب كرة قدم كولومبي في مركز الهجوم. لعب مع إنديبنديينتي سانتا في.

## وصلات خارجية
- داريو رودريغيز بارا على موقع قاعدة بيانات كرة القدم.إي يو (الإنجليزية)
- داريو رودريغيز بارا على موقع Soccerway.com (الإنجليزية)
- داريو رودريغيز بارا على موقع AS.com (الإسبانية)